# Parc national de la Vanoise
Parc national de la Vanoise eller Nationalpark Vanoise, er en fransk nationalpark beliggende mellem dalene Tarentaise og Maurienne i den franske del af Alperne, oprettet i 1963. Det var den første franske nationalpark, og ligger i départementet Savoie. Små landsbyer som Champagny-le-Haut, Termignon, La Chiserette, Bramans, Sollières-Sardières, Friburge, Pralognan-la-Vanoise og Séez ligger i nærheden af parken.
Parken grænser op til adskillige store skisportssteder (Les Trois Vallées, Tignes, Val-d'Isère, Les Arcs, La Plagne). På den Italienske side af grænsen, fortsætter parken i Parco nazionale del Gran Paradiso (Nationalpark Gran Paradiso). Tilsammen omfatter disse to nationalparker over 1.250 km² og er en af de største alpine nationalparkområder i Vesteuropa.

## Dyreliv
Nationalparken er kendt for sin bestand af Alpestenbuk (Capra ibex), bouquetin på fransk.
Gemsen lever, ligesom stenbukken, det meste af året over trægrænsen.
Alpemurmeldyr, ulv, Europæisk los, snehare, grævling, lækat og væsel er andre pattedyr, der findes i Vanoise.
Der er mere end 100 forskellige arter af fugle i det beskyttede område. Blandt rovfuglene findes blandt andet lammegrib, kongeørn og stor hornugle. Andre fuglearter i parken er sortspætte, fjeldrype, alpejernspurv, nøddekrige, alpekrage og urfugle.
Murløberen er fundet ynglende på stejle klipper.